# BNL (football américain)
Pour les articles homonymes, voir BNL.
La BNL est une ligue européenne de football américain regroupant des clubs situés en Belgique (région flamande) et aux Pays-Bas.
La ligue commence en 2022 par une « saison pilote » remportée par les Amsterdam Crusaders.

## Histoire
La fondation de la BNL est initiée par René Barens, ancien joueur et actuel entraîneur de la ligne offensive des Amsterdam Crusaders, équipe la plus titrée des Pays-Bas avec 20 titres nationaux. En raison de cette domination nationale, les Crusaders ont, par le passé, essayé d'obtenir des résultats au niveau européen. Dès 1994/95, ils participent à la European Football League (ELF). Certaines saisons l'équipe ne dispute que la compétition européenne ou des matchs amicaux européens, délaissant la compétition néerlandaise. En 2020, les tensions entre les Crusaders et la fédération néerlandaise (AFBN) resurgissent. En effet, dans le contexte de la pandémie de Covid-19, l'AFBN étale le calendrier 2021-22 de sa compétition sur six mois avec de longues pauses entre les matchs, au grand dam des Crusaders.
D'autre part, en Belgique, des différends éclatent en 2021 entre certains clubs et la fédération belge (BAFL) à la suite de l'annulation d'une demi-finale et du boycott de la finale par une des deux équipes pourtant qualifiée.
À la suite de ces conflits, divers contacts ont lieu entre ces clubs dès 2020. Il en résulte que quatre équipes hollandaises et deux belges s'associent pour fonder la BNL.
Initialement, le championnat devait être porté à dix équipes pour la saison 2023. Dès 2022, la ligue obtient le soutien de la BAFL mais l'AFBN refuse de se positionner et préfère patienter avant de donner son aval.
Les matchs de la saison 2022 sont diffusés sur More Than Sports TV. La finale de la saison pilote s'est déroulé le 11 juin 2022 à Beringen en Belgique . Les Amsterdam Crusaders y ont battu des Limburg Shotguns sur le score de 38 à 26.
Pour la saison 2023, deux autres équipes belges décident de participer à la compétition. L'AFBN ne s'étant toujours pas positionnée sur la BNL, toutes les équipes néerlandaises décident de se retirer de la compétition à l'exception des Crusaders. Le championnat débute ainsi avec cinq équipes le 4 mars 2023. La finale 2023 est prévue le 1er juillet 2023 à Amsterdam aux Pays-Bas.
Dans le domaine du marketing, la BNL veut s'orienter sur la ligue européenne de football (ELF) bien que, contrairement aux équipes de l'ELF, les clubs de la BNL restent membres de leurs associations nationales respectives.

## Les équipes
| Pays     | Équipes               | 2022 | 2023 | 2024 |
| -------- | --------------------- | ---- | ---- | ---- |
| Pays-Bas | Amsterdam Crusaders   | ✔️   | ✔️   | ✔️   |
| Pays-Bas | Hilversum Hurricanes  | ✔️   |      |      |
| Pays-Bas | Groningen Giants      | ✔️   |      |      |
| Pays-Bas | Arnhem Falcons        | ✔️   |      |      |
| Pays-Bas | Rotterdam Trojans     |      |      | ✔️   |
| Belgique | Limburg Shotguns      | ✔️   | ✔️   | ✔️   |
| Belgique | Kasteel Nitro's       | ✔️   | ✔️   | ✔️   |
| Belgique | Brussels Black Angels |      | ✔️   | ✔️   |
| Belgique | Ghent Gators          |      | ✔️   |      |
| Belgique | Brussels Tigers       |      |      | ✔️   |

| Saison | Équipes  | Équipes  | Équipes |
| ------ | -------- | -------- | ------- |
| Saison | Belgique | Pays-Bas | Total   |
| 2022   | 2        | 4        | 6       |
| 2023   | 4        | 1        | 5       |

## Palmarès
| Édition       | Date             | Lieu                                  | Champion            | Score   | Finaliste             |
| ------------- | ---------------- | ------------------------------------- | ------------------- | ------- | --------------------- |
| BNL Bowl I    | 11 juin 2022     | Mijnstadion, Beringen, Belgique       | Amsterdam Crusaders | 38 - 26 | Limburg Shotguns      |
| BNL Bowl II   | 1er juillet 2023 | Sloten Sportpark, Amsterdam, Pays-Bas | Amsterdam Crusaders | 17 - 07 | Brussels Black Angels |
| Final BNL III | 6 juillet 2024   | Sportcomplex Evere, Evere, Belgique   | Amsterdam Crusaders | 38 - 14 | Rotterdam 010 Trojans |